# Ballygowan
Ballygowan är en ort i Storbritannien.   Den ligger i distriktet Ards and North Down och riksdelen Nordirland, i den västra delen av landet, 500 km nordväst om huvudstaden London. Ballygowan ligger 58 meter över havet och antalet invånare är 2 832.
Terrängen runt Ballygowan är platt, och sluttar österut. Runt Ballygowan är det ganska glesbefolkat, med 43 invånare per kvadratkilometer. Närmaste större samhälle är Belfast, 13,6 km nordväst om Ballygowan. Trakten runt Ballygowan består i huvudsak av gräsmarker.